# Paramelisa lophura
Paramelisa lophura är en fjärilsart som beskrevs av Aurivillius 1905. Paramelisa lophura ingår i släktet Paramelisa och familjen björnspinnare. Inga underarter finns listade i Catalogue of Life.